# Maison de Holstein-Gottorp
Cadette de la dynastie des Oldenbourg, la maison de Holstein-Gottorp a régné sur la Suède entre 1751 et 1818, la Russie de 1762 à 1917, l'Oldenbourg entre 1773 et 1918, et plus brièvement sur la Norvège de 1814 à 1818.

## Histoire
En 1544, le roi Christian III de Danemark donne Gottorp à son frère Adolphe. C'est l'acte fondateur de la maison de Schleswig-Holstein-Gottorp. En 1720, le traité de Frederiksborg fait perdre aux ducs de Gottorp les terres qu'ils ont en Schleswig, ils prennent alors le nom d'Holstein-Gottorp.

### En Suède
Le roi Frédéric Ier de Suède et la reine Ulrique-Éléonore n'ont pas d'enfants. À la mort de la reine, en 1741, la question de la succession se pose donc avec acuité. Plusieurs candidatures sont avancées, mais c'est finalement Adolphe-Frédéric, un cadet de la maison de Holstein-Gottorp et descendant du roi Charles IX par sa fille Catherine, qui est élu prince héritier de Suède en 1743, sous la pression de la Russie. Il devient roi à la mort de Frédéric Ier , en 1751.
Le petit-fils d'Adolphe-Frédéric, Gustave IV, est déposé en 1809, et ses descendants sont exclus de la succession au trône, qui passe à son oncle Charles XIII. N'ayant pas d'enfants, celui-ci adopte successivement le prince danois Christian-Auguste d'Augustenbourg puis, après la mort de ce dernier, le maréchal français Jean-Baptiste Bernadotte, qui devient le premier roi de Suède de la maison Bernadotte en 1818. Les deux dynasties sont reliées par le sang depuis le mariage, en 1881, d'une arrière-petite-fille de Gustave IV, Victoria de Bade, avec le prince héritier Gustave de Suède (futur Gustave V).

### En Russie
En 1762, l'aîné de la maison de Holstein-Gottorp, Pierre, devient empereur de Russie. Son fils, Paul, échange les dernières terres qu'il a en Holstein au Danemark contre l'Oldenbourg et prend le nom de Romanov. Ses descendants règnent sur la Russie jusqu'à la révolution russe de 1917. Les différents prétendants au trône russe sont issus de cette branche.

### En Oldenbourg
Paul Ier ne reste comte d'Oldenbourg que cinq mois, et dès le 14 décembre 1773, il cède le comté à Frédéric-Auguste de Holstein-Gottorp, qui devient le premier duc d'Oldenbourg en 1774.
À la suite du congrès de Vienne le duché d'Oldenbourg est érigé en grand-duché. Mais le duc Guillaume et son cousin et successeur Pierre ne firent jamais usage du titre de grand-duc. À la mort de ce dernier, par la patente du 28 mai 1829, Auguste d'Oldenbourg prend le titre de grand-duc. La diète de la Confédération germanique en prend acte le 4 juin suivant.

## Liste des souverains

### Rois de Suède
- 1751-1771 : Adolphe-Frédéric
- 1771-1792 : Gustave III
- 1792-1809 : Gustave IV
- 1809-1818 : Charles XIII

### Empereurs de Russie
- 1762 : Pierre III
- 1796-1801 : Paul Ier
- 1801-1825 : Alexandre Ier
- 1825-1855 : Nicolas Ier
- 1855-1881 : Alexandre II
- 1881-1894 : Alexandre III
- 1894-1917 : Nicolas II

### Grands-ducs d'Oldenbourg
- 1774-1785 : Frédéric-Auguste Ier
- 1785-1823 : Guillaume
- 1823-1829 : Pierre Ier
- 1829-1853 : Auguste
- 1853-1900 : Pierre II
- 1900-1918 : Frédéric-Auguste II

### Galerie de portraits

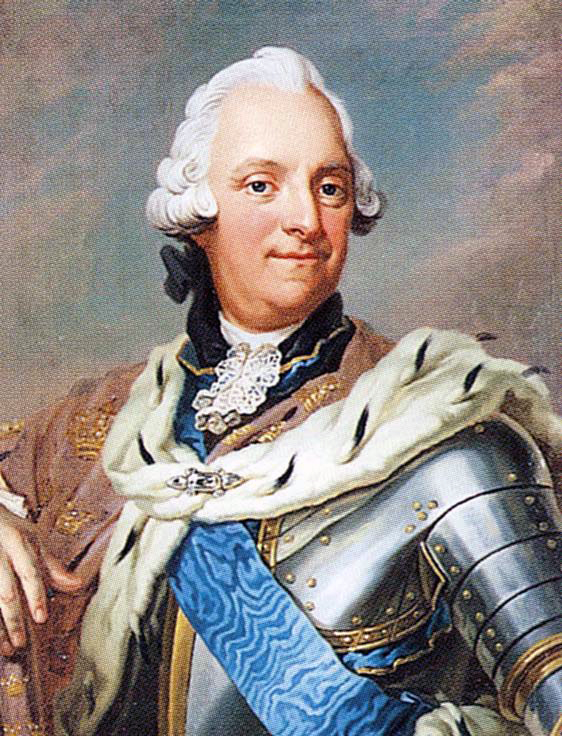
Adolphe-Frédéric de Suède
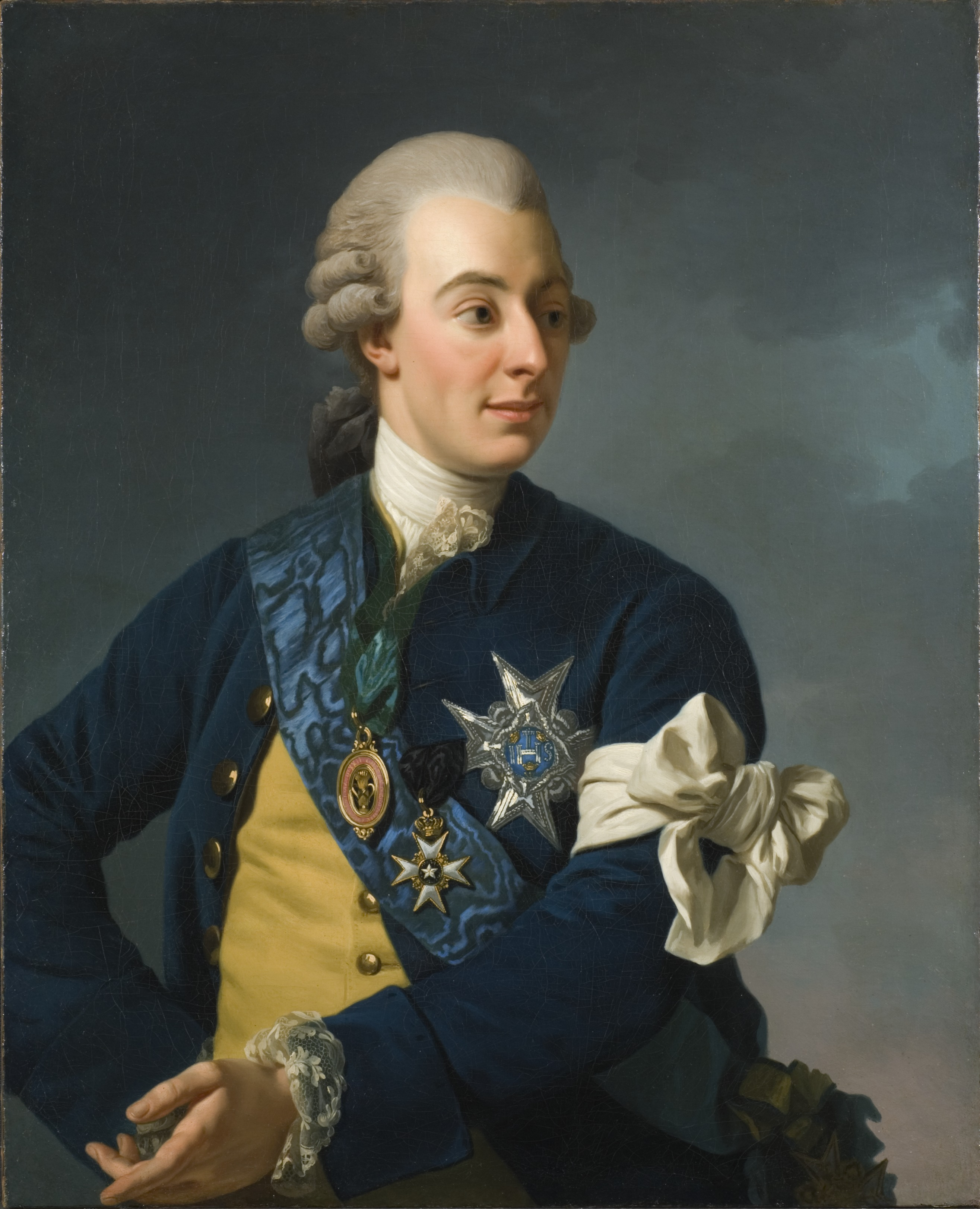
Gustave III de Suède
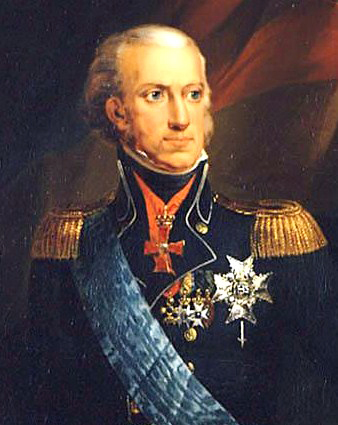
Charles XIII de Suède
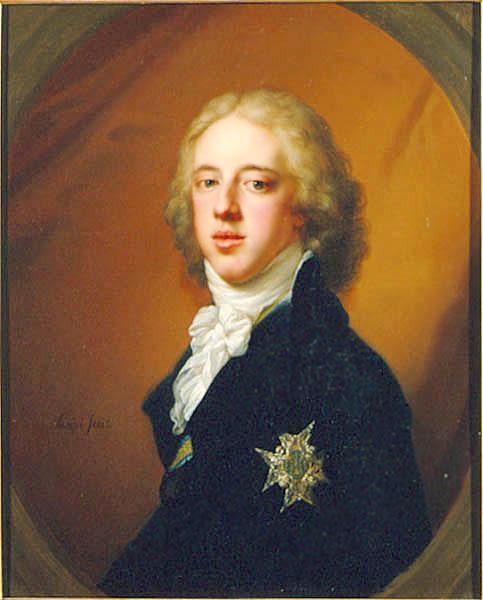
Gustave IV de Suède
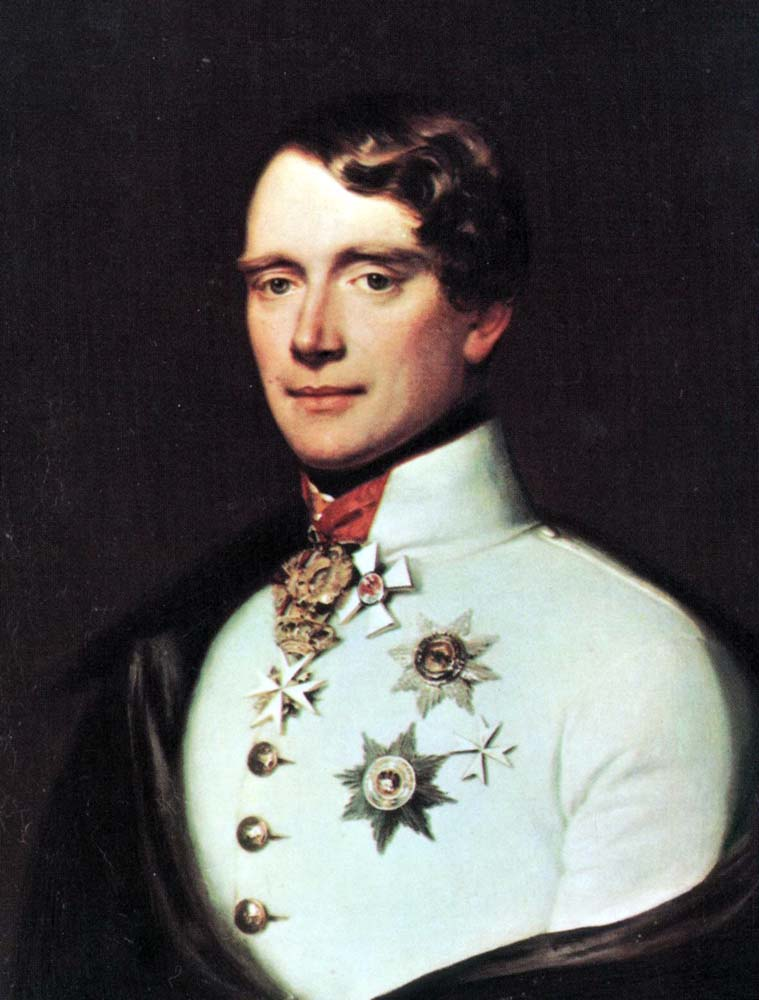
Gustave de Suède
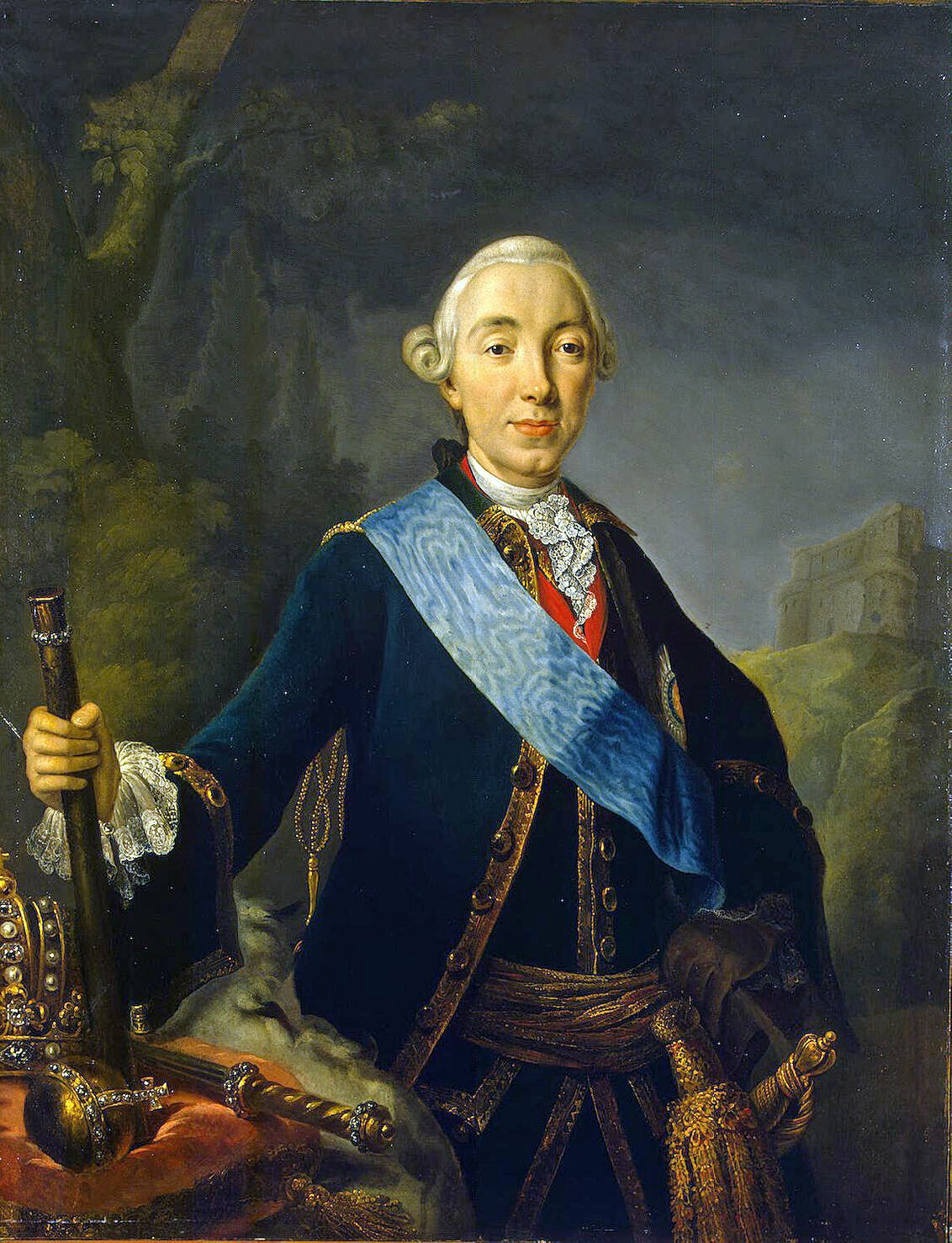
Pierre III de Russie
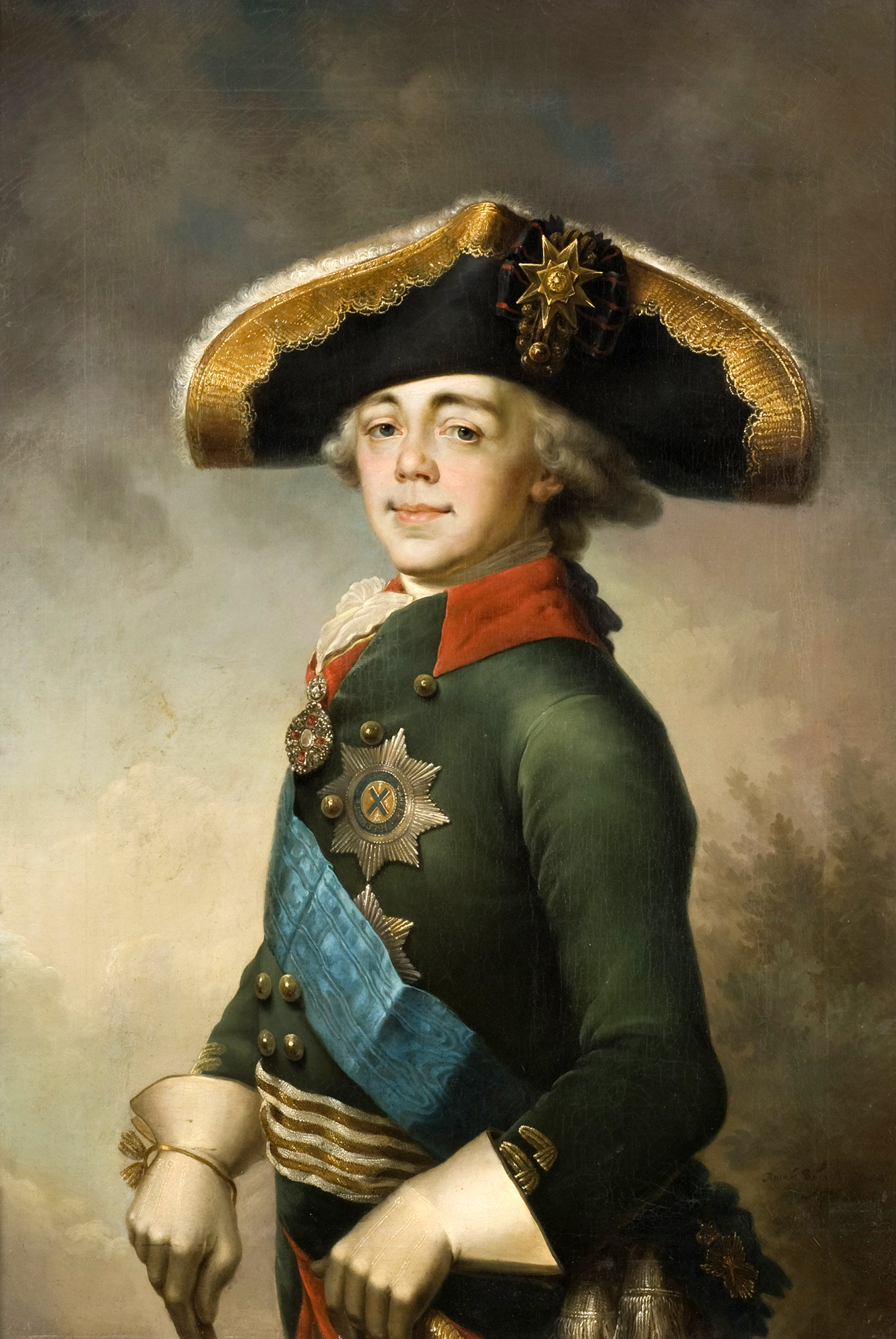
Paul Ier de Russie
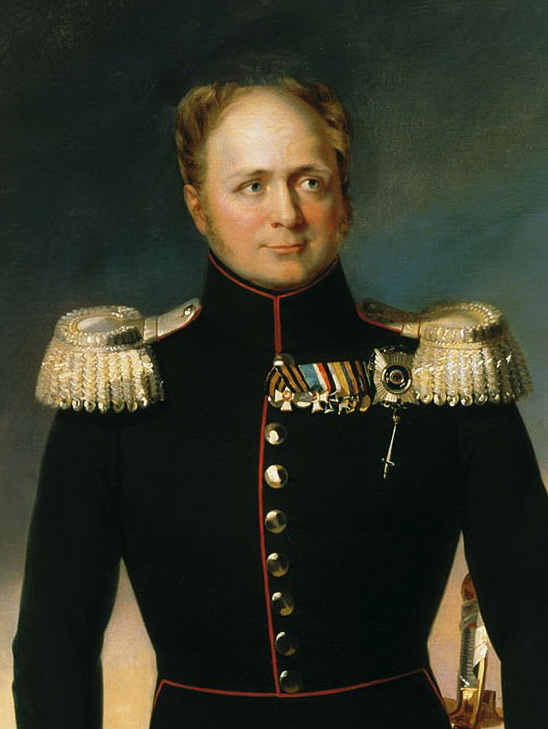
Alexandre Ier de Russie
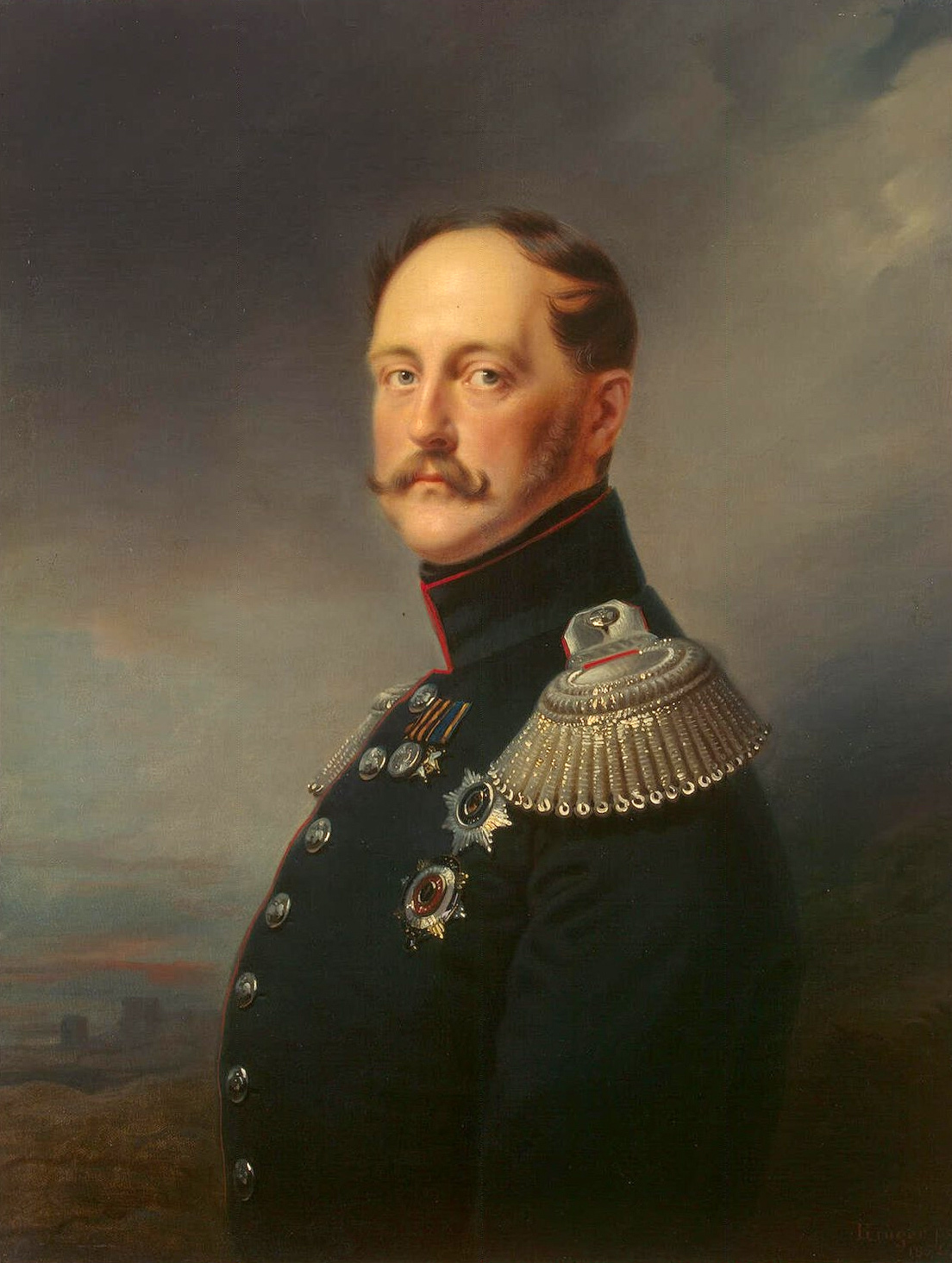
Nicolas Ier de Russie
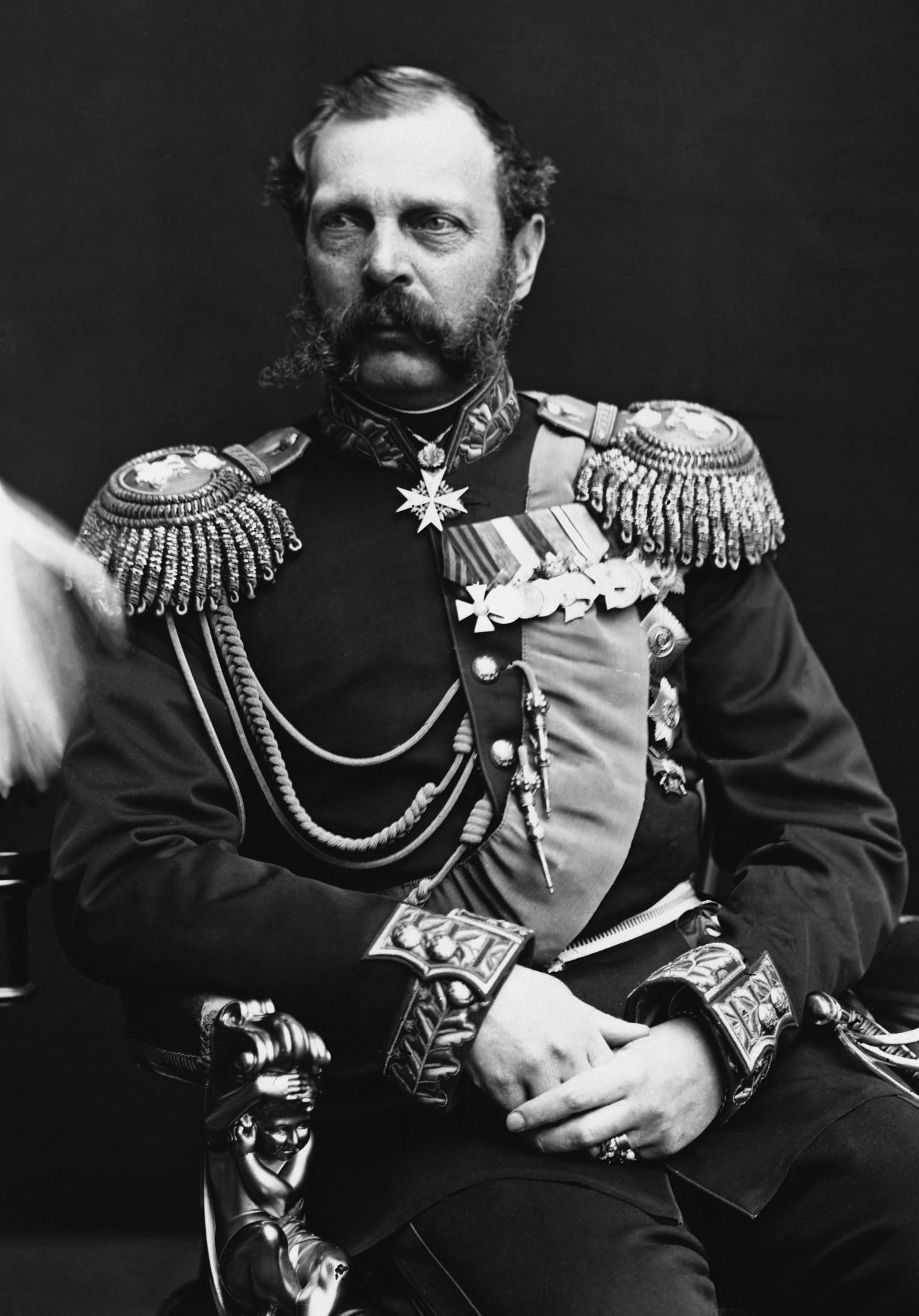
Alexandre II de Russie
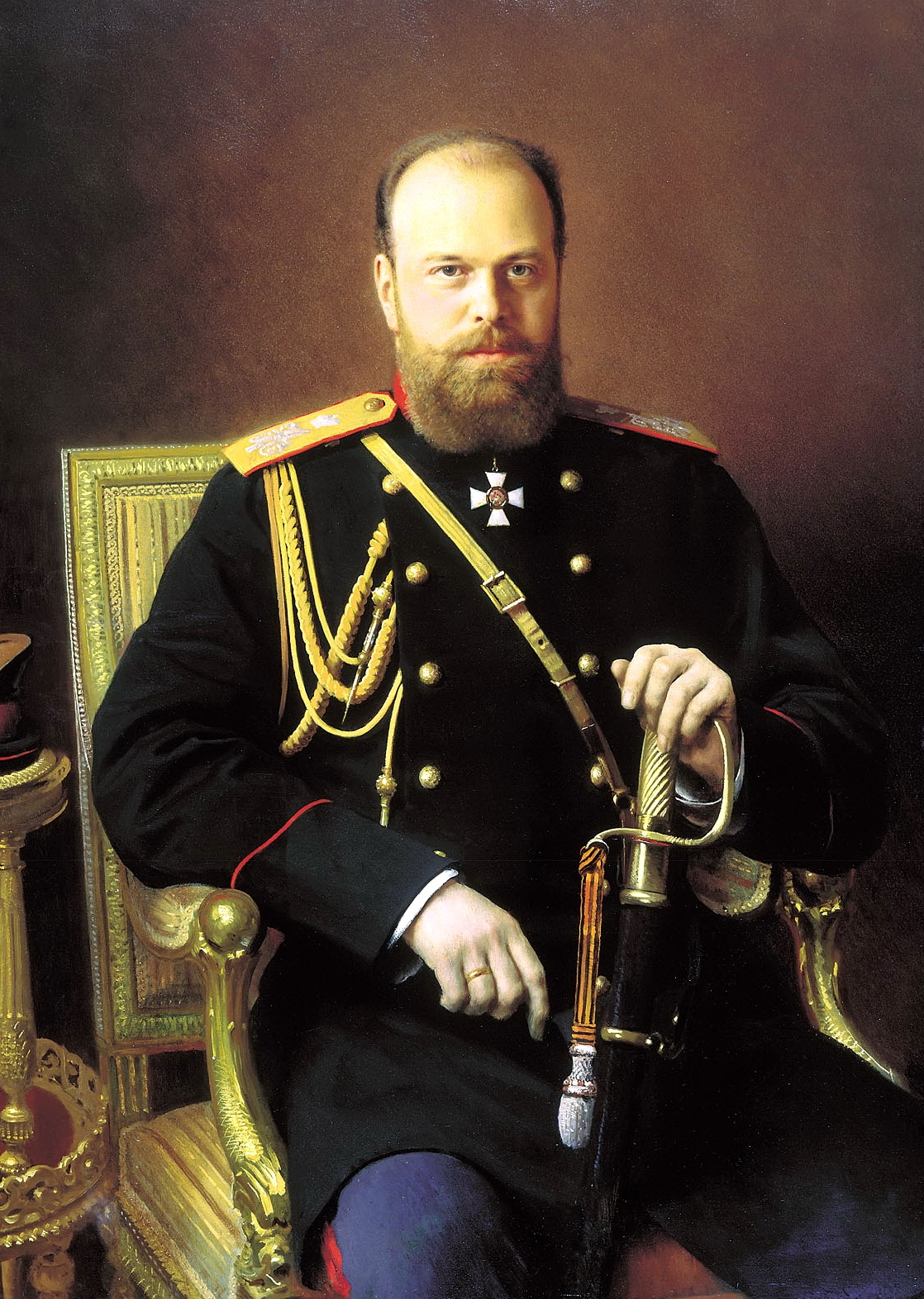
Alexandre III de Russie
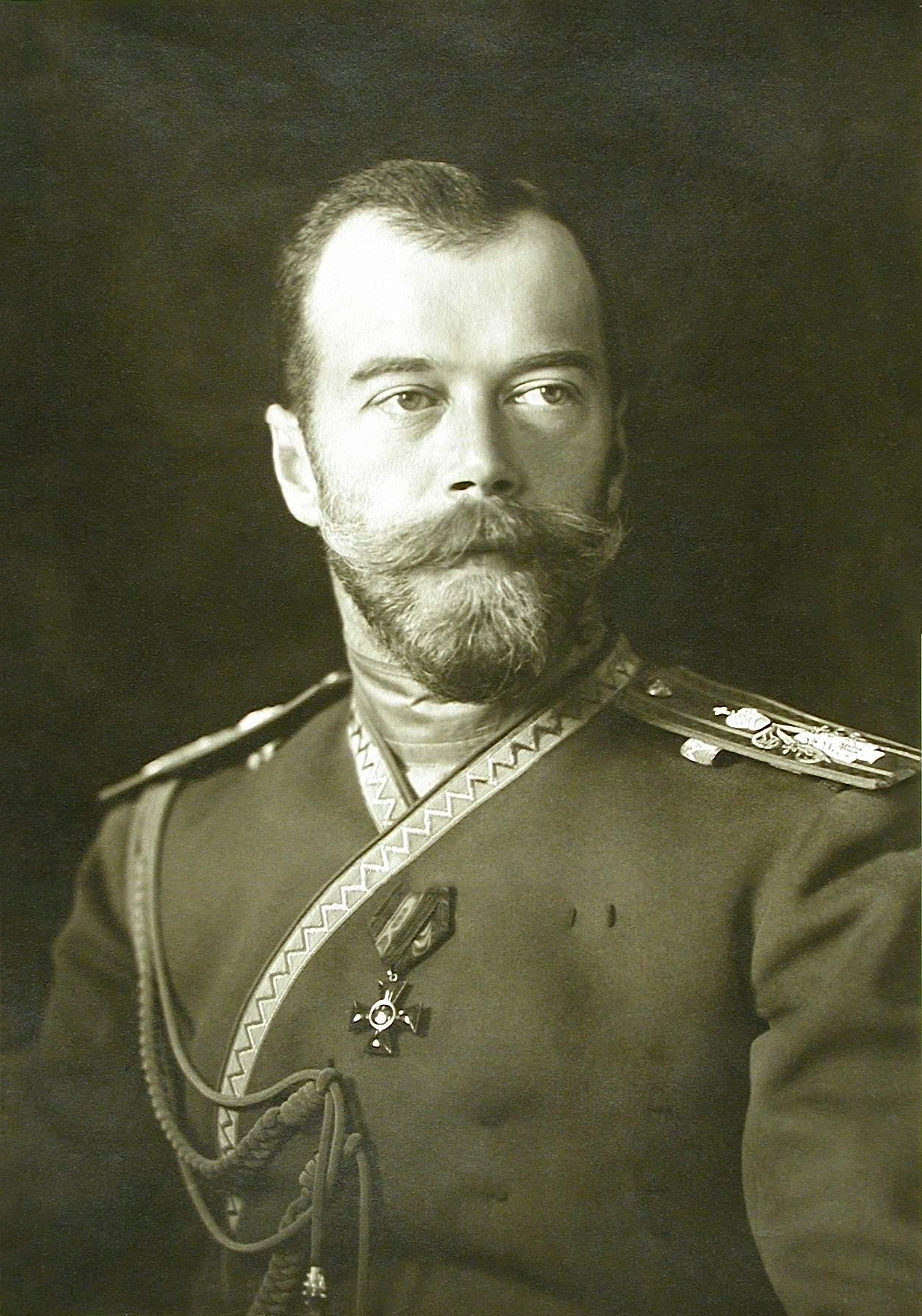
Nicolas II de Russie
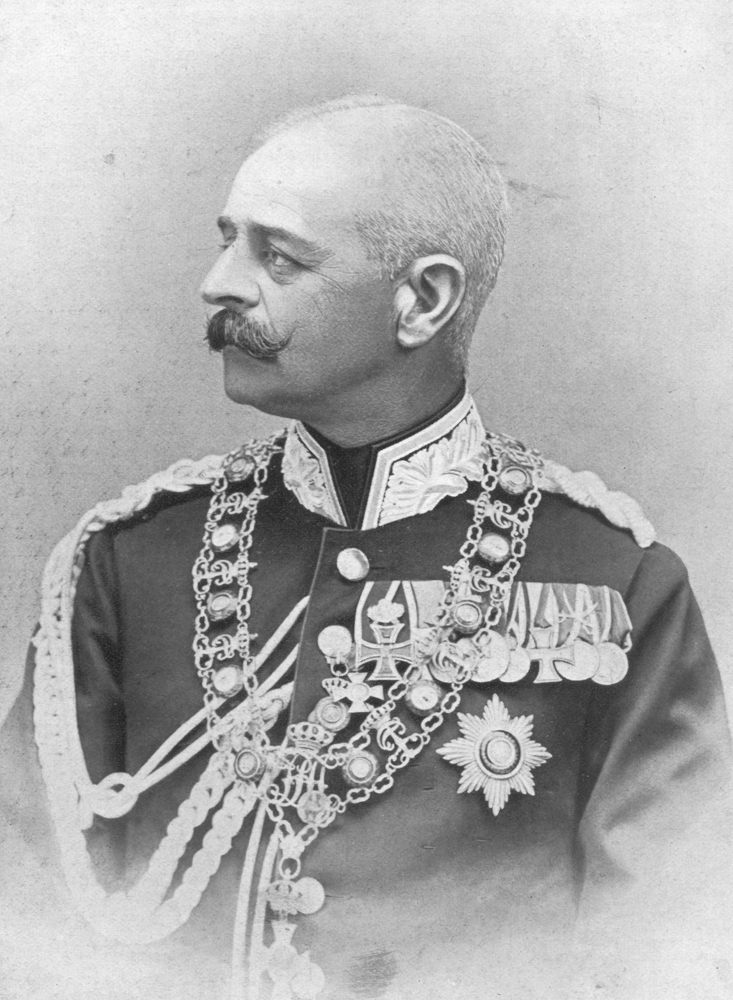
Frédéric-Auguste II d'Oldenbourg

## Arbre généalogique suédois

### Ascendance d'Adolphe-Frédéric
- Charles IX (1550-1611)
  - Catherine (1584-1638)
⚭ Jean-Casimir de Palatinat-Kleeburg
    - Charles X Gustave (1622-1660)
      - Maison Palatinat-Deux-Ponts

    - Christine-Madeleine (1616-1662)
⚭ Frédéric VI de Bade-Durlach
      - Frédéric VII Magnus de Bade-Durlach (1647-1709)
⚭ Augusta-Marie de Holstein-Gottorp
        - Albertine-Frédérique de Bade-Durlach (1682-1755)
⚭ Christian-Auguste de Holstein-Gottorp
          - Adolphe-Frédéric de Holstein-Gottorp (1710-1771)

### Descendance d'Adolphe-Frédéric
- Adolphe-Frédéric (1710-1771)
⚭ Louise-Ulrique de Prusse
  - Gustave III (1746-1792)
⚭ Sophie-Madeleine de Danemark
    - Gustave IV Adolphe (1778-1837)
⚭ Frédérique de Bade
      - Gustave (1799-1877)
⚭ Louise de Bade
        - Caroline (1833-1907)
⚭ Albert Ier de Saxe
        - Louis (1832-1832)

      - Sophie (1801-1865)
⚭ Léopold Ier de Bade
        - (descendance)

      - Charles-Gustave (1802-1805)
      - Amélie (1805-1853)
      - Cécile (1807-1844)
⚭ Auguste d'Oldenbourg
        - (descendance)

    - Charles-Gustave (1782-1783)

  - Charles XIII (1748-1818)
⚭ Charlotte de Holstein-Gottorp
    - Louise-Edwige (1797-1797)
    - Charles-Adolphe (1798-1798)

  - Frédéric-Adolphe (1750-1803)
  - Sophie-Albertine (1753-1829)